# Augochloropsis varians
Augochloropsis varians är en biart som först beskrevs av Joseph Vachal 1903.  Augochloropsis varians ingår i släktet Augochloropsis och familjen vägbin. Inga underarter finns listade.